# Кебаани
Кебаани (груз. ქებაანი) — село в Грузии, на территории Каспского муниципалитета края (мхаре) Шида-Картли.

## География
Село находится в центральной части Грузии, на правом берегу реки Куры, на расстоянии приблизительно 2 километров (по прямой) к юго-юго-востоку от города Каспи, административного центра муниципалитета. Абсолютная высота — 501 метр над уровнем моря.

## Население
По результатам официальной переписи населения 2014 года, в Кебаани проживало 7 человек (3 мужчины и 4 женщины). В национальной структуре населения азербайджанцы составляли 85,7 %, грузины — 14,3 %.
| Год  | Население, человек |
| ---- | ------------------ |
| 2002 | 0                  |
| 2014 | ↗ 7                |